# Al-Quwa al-Jawiya
al-Quwa al-Jawiya (arabiska: القوة الجوية) är en fotbollsklubb baserad i Bagdad i Irak. "al-Quwa al-Jawiya" är arabiska för " Air Force Club " (flygvapnet). al-Jawiya var en av de första klubbarna som grundades i Irak, den 4 juli 1931.
De har vunnit den Irakiska Premier League 5 gånger, vilket gör dem till en av de mest framgångsrika klubbarna i Irak (efter deras största rivaler al-Zawraa som vunnit ligan 11 gånger). De har vunnit AFC-cupen 2016 och 2017.